# Estadio Luis Franzini
Das Estadio Luis Franzini ist ein im Stadtviertel Parque Rodó der uruguayischen Hauptstadt Montevideo gelegenes Fußballstadion.
Das an der Avenida Julio Herrera y Reissig Nr. 687 befindliche, 1963 eingeweihte Stadion fasst heute 18.000 Zuschauer. Der heimische Fußballverein Defensor Sporting trägt hier seine Heimspiele aus. Das Stadion wurde in der Saison 1997/98 gesperrt und für die darauf folgenden Saison als Nuevo Estadio Luis Franzini wieder eröffnet.